# Anthalia stigmalis
Anthalia stigmalis är en tvåvingeart som beskrevs av Daniel William Coquillett 1903. Anthalia stigmalis ingår i släktet Anthalia och familjen puckeldansflugor. Inga underarter finns listade i Catalogue of Life.